# Air Slovakia
Az Air Slovakia egy szlovák légitársaság, a bázisrepülőtere a Pozsonyi repülőtér volt.  A légitársaság menetrend szerinti utasszállítási járatokat üzemeltetett.

## Története
A légitársaságot 1993. június 2-án alapították Air Terrex néven. Első járatára (Pozsonyból Tel-Avivba) 1994 januárjában került sor. Az új Air Slovakia név 1995-ben került bevezetésre.
2006 októberében Ninder Singh Chohan indiai üzletember eladta a légitársaságot, és Harjinder Singh Sidhu (szintén indiai) vásárolta meg, akinek a célja az volt, hogy több új úti célt indítsanak Szlovákiából.
2010. március 2-án a légitársaságtól szlovák hatóság visszavonta az AOC engedélyét, amelynek eredményeként az Air Slovakia 2010. júniusában megszűnt.

## Úticélok
Működésének ideje alatt az Air Slovakia kiterjedt charterjáratokat üzemeltetett, legtöbbjüket a mediterrán térségbe, de a Seychelle-szigetekre, Srí Lankába és Thaiföldre is. Az úti célok között szerepelt még Amritszár, Goa és Új-Delhi, valamint Bejrút, Dubaj, Kuvait és Tel-Aviv. Az Air Slovakia  Európán belüli menetrend szerinti járatokat is üzemeltetett (Barcelonába, Birminghamba , Kölnbe , Lárnakába, Londonba és Milánóba is).
A megszűnése előtti időszakban az Air Slovakia a következő úti célokat szolgálta ki:

### Ázsia
- India
  - Amritsar-Raja Sansi nemzetközi repülőtér

### Európa
- Olaszország
  - Bergamo-Orio al Serió-i repülőtér
- Szlovákia
  - Pozsonyi repülőtér (bázisrepülőtér)
- Spanyolország
  - Josep Tarradellas Barcelona-El Prat repülőtér
- Egyesült Királyság
  - Birminghami repülőtér

## Flotta

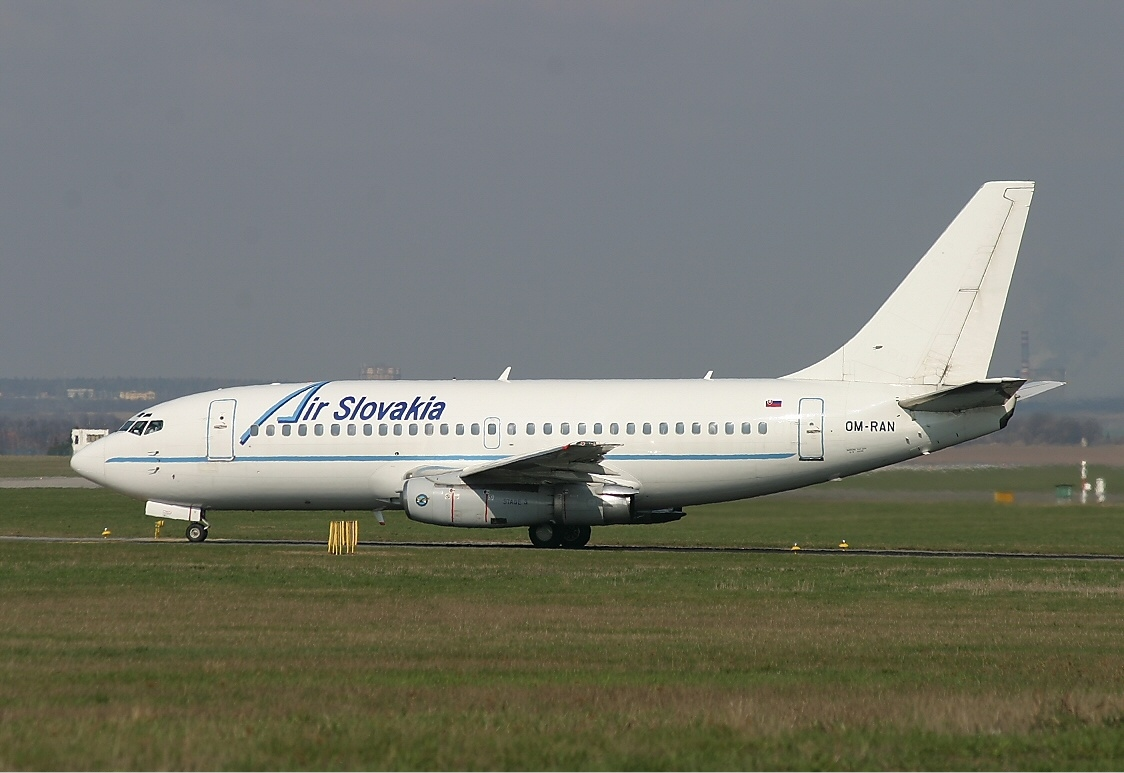
Air Slovakia Boeing 737-200-as

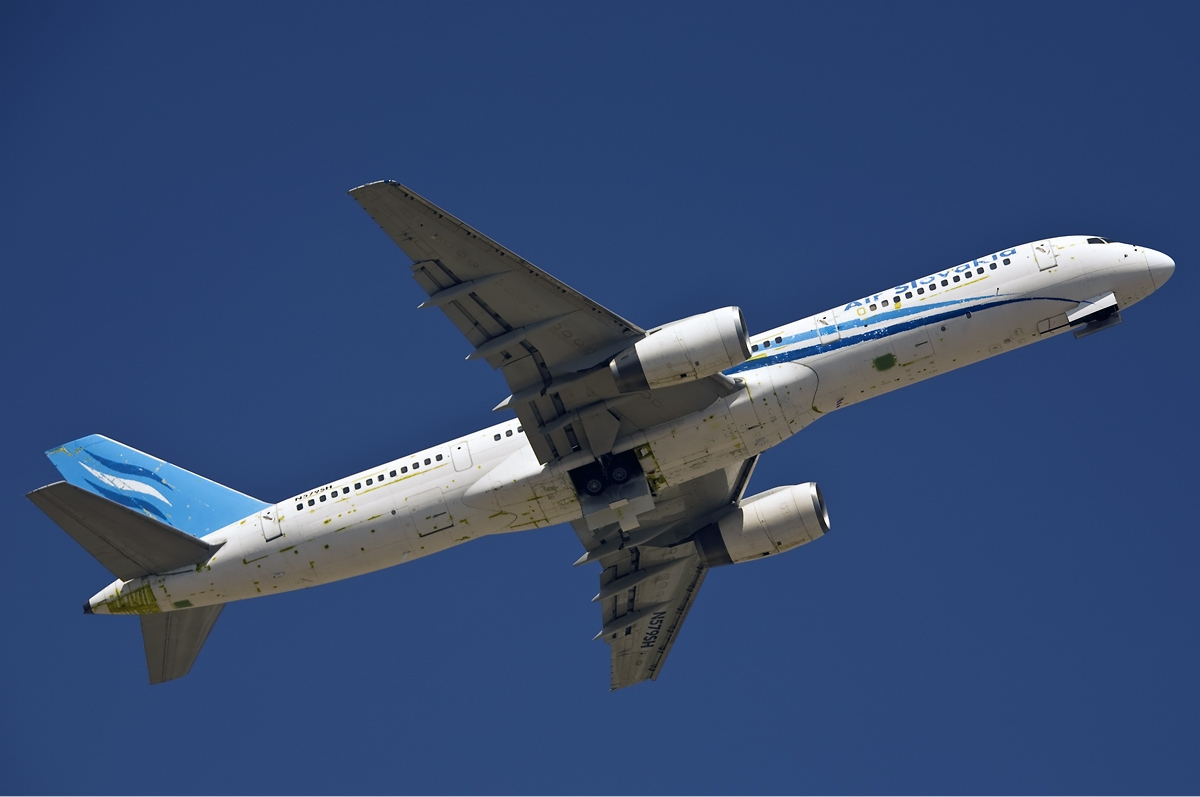
Air Slovakia Boeing 757-200-as

A bezárás előtt az Air Slovakia flottája a következő repülőgépekből állt:
| Repülőgép      | Darabszám |
| -------------- | --------- |
| Boeing 737-200 | 1         |
| Boeing 737-300 | 4         |
| Boeing 757-200 | 1         |
| Összesen       | 6         |

## Fordítás
Ez a szócikk részben vagy egészben  az   Air Slovakia című angol Wikipédia-szócikk ezen változatának fordításán alapul.  Az eredeti cikk szerkesztőit annak laptörténete sorolja fel. Ez a jelzés csupán a megfogalmazás eredetét és a szerzői jogokat jelzi, nem szolgál a cikkben szereplő információk forrásmegjelöléseként.

## Kapcsolódó szócikk
- Légitársaságok listája